# Pseudaulonium denticulatum
Pseudaulonium denticulatum es una especie de coleóptero de la familia Zopheridae.

## Distribución geográfica
Habita en Paraguay.